# Nesselpfuhl
Der Nesselpfuhl ist ein im Nordosten Deutschlands bei Lychen gelegener See.

## Geographie

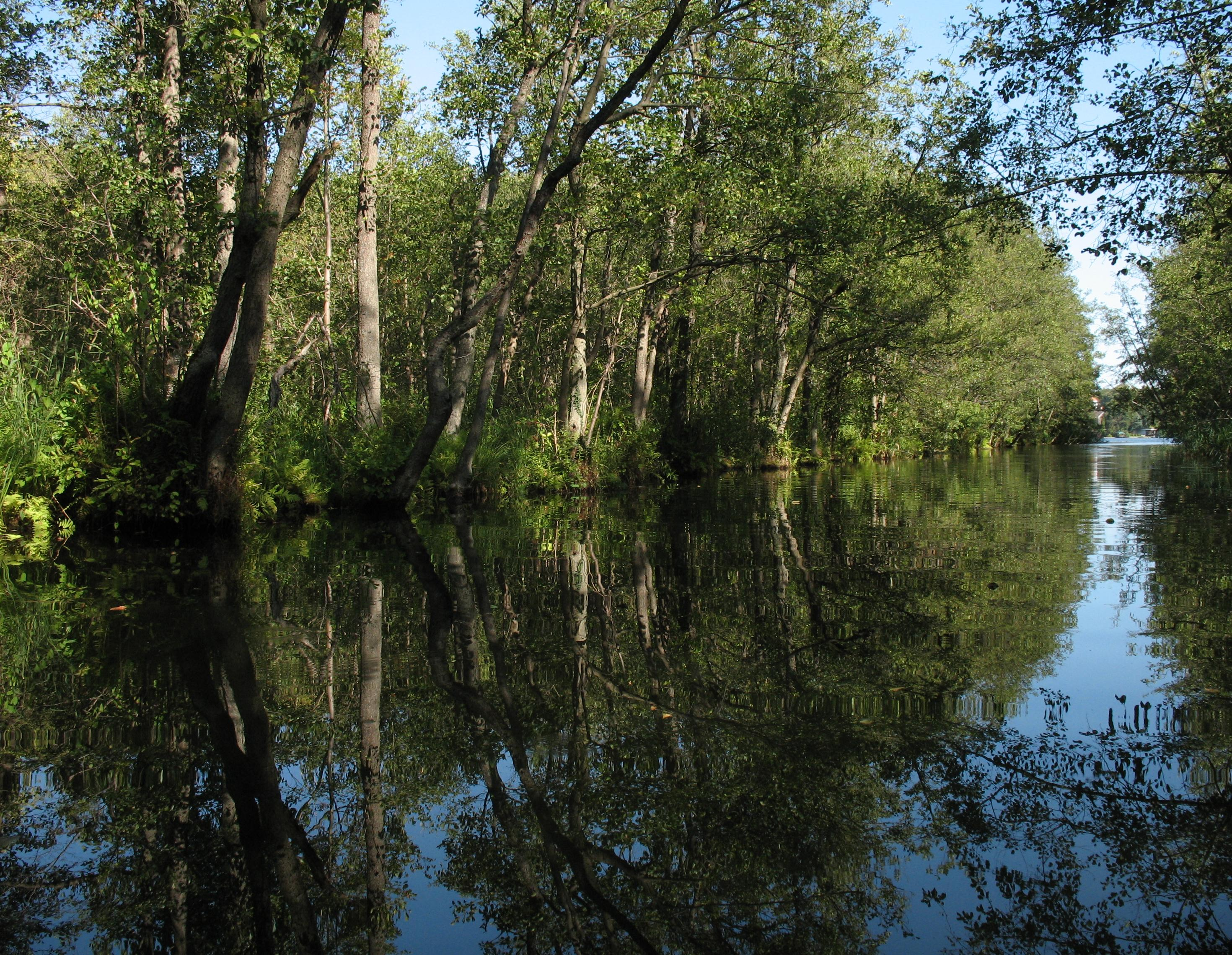
Wurlflut

Der Nesselpfuhl ist ein See im Landkreis Uckermark bei Lychen und gehört zum Naturpark Uckermärkische Seen. Zusammen mit Oberpfuhl und Stadtsee umschließt er die Altstadt von Lychen wie eine Insel. Durch die Wurlflut besteht eine Verbindung zum Wurlsee. Zudem führt eine Kanalverbindung zum Stadtsee und dem Großen Lychensee.

## Merkmale
Der Nesselpfuhl ist 21,40 ha groß und maximal 6 m tief. Das Gewässer ist sehr nährstoffreich und am Ufer fast umfassend mit Seerosen und Schilf bewachsen. Die Windverhältnisse sind schlecht und die sommerliche Sichttiefe unter Wasser beträgt 1 m.

## Ökologie
Die Hauptfischarten sind: Schleie, Hecht, Zander, Barsch und Aal. Neben Fischadler können auch viele Wasservögel wie Haubentaucher oder Blässhuhn beobachtet werden. Auch beherbergt der See eine Population der Rotwangen-Schmuckschildkröte.   

## Wichtige Informationen
Das Angeln am See ist nur mit Angelkarte gestattet. Außerdem ist das Befahren mit Motorbooten verboten. Die Angaben zu dem See entstammen der offiziellen Homepage der Stadt Lychen.